# Weißenzell
Weißenzell ist ein Gemeindeteil von Moorenweis im oberbayerischen Landkreis Fürstenfeldbruck. Der Ort liegt einen halben Kilometer westlich von Moorenweis auf einer Anhöhe. Weißenzell ist eine Hofwüstung des späten Mittelalters und der frühen Neuzeit.

## Baudenkmäler
Siehe auch: Liste der Baudenkmäler in Weißenzell
- Kapelle St. Margareth

## Bodendenkmäler
Siehe: Liste der Bodendenkmäler in Moorenweis